# منزل أصف وزيري
منزل أصف وزيري (بالفارسية: خانه آصف وزیری) هو منزل تاريخي يعود إلى عصر القاجاريون، ويقع في سنندج.